# Batumengke
Batumengke (chiń. upr. 巴图孟克; pinyin Bātúmèngkè; mong. ᠪᠠᠲᠣᠮᠥᠩᠬᠡ, Batumöngke; ur. 2 października 1972) – chiński zapaśnik w stylu wolnym. Trzykrotny uczestnik mistrzostw świata, zajął jedenaste miejsce w 1994 i 1998. Siódmy na igrzyskach azjatyckich w 1998. Srebrny medalista mistrzostw Azji w 1995.